# آرن روستادستوئن
آرن روستادستوئن (انگلیسی: Arne Rustadstuen; ۱۴ دسامبر ۱۹۰۵ – ۲۵ آوریل ۱۹۷۸) اسکی‌باز صحرانوردی اهل نروژ بود.